# Politique nationale

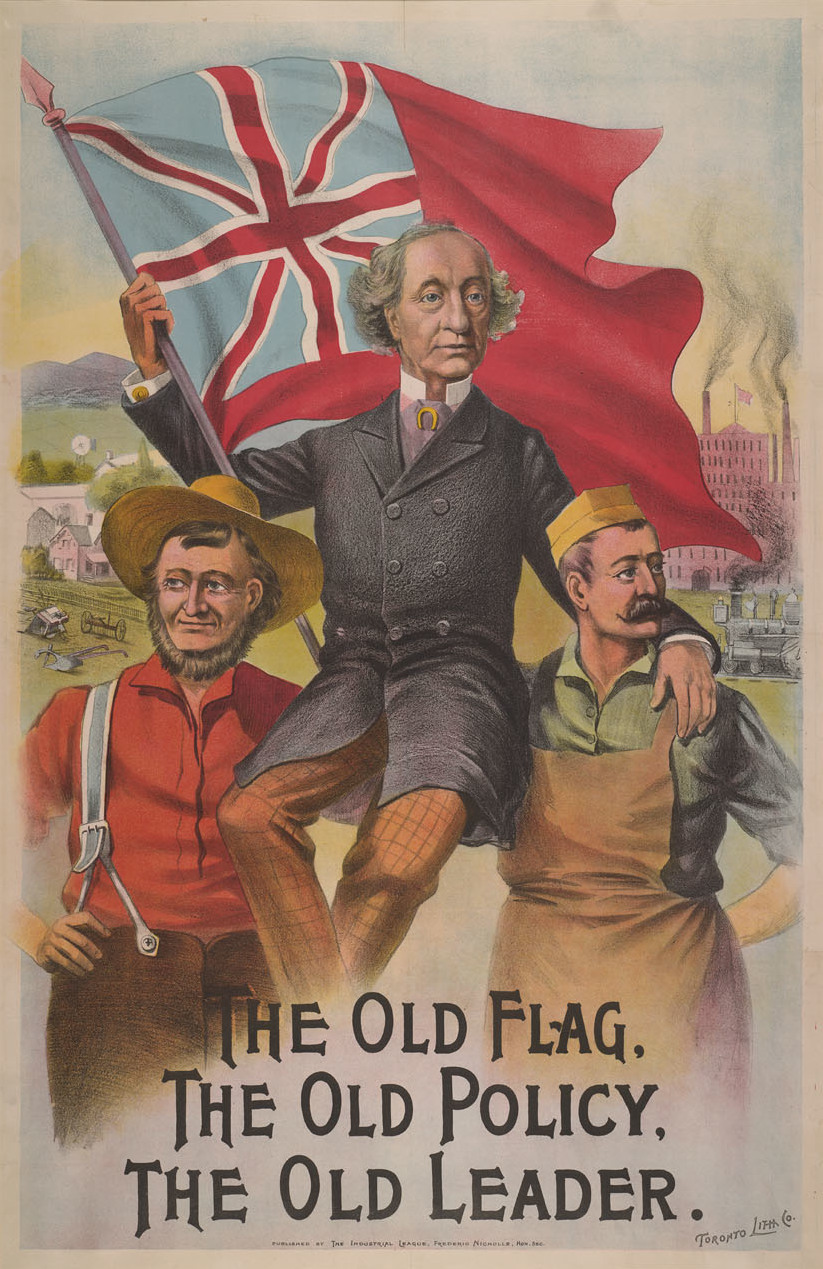
Affiche électorale de John Macdonald pour la campagne de 1891

La Politique nationale était une politique économique mise sur pied par les conservateurs, dirigés par le premier premier ministre du Canada, John A. Macdonald, en réaction à la crise économique de 1873. Son parti fit de cette politique son principal cheval de bataille lors des élections de 1878.
D'ailleurs, l'espoir que la Politique nationale suscitait chez les gens permit au parti, dirigé par Macdonald, de revenir au pouvoir après le scandale du Pacifique de 1873.

## Composantes
En 1878, l'idée de la Politique nationale fut émise par John A. Macdonald, qui avait eu l'idée lors de la décision d'unir les colonies britanniques d'Amérique du Nord en 1867 pour pouvoir créer, entre autres, un ensemble économique viable, le Traité de réciprocité canado-américain ayant pris fin. C'est donc onze ans plus tard, à la suite du scandale du Pacifique, lorsque son Parti conservateur fut défait aux élections de 1873 par le Pari libéral d'Alexander Mackenzie, que Macdonald revint en force avec un plan pour la Politique nationale. Il y a trois principaux aspects de cette politique:
- L'instauration de tarifs douaniers de 20% à 35 % sur les produits manufacturés favoriserait l’industrialisation du Canada.

- L'extension du chemin de fer vers les villes secondaires et vers l'Ouest canadien faciliterait les échanges commerciaux.

- L'encouragement de l'immigration développerait l'Ouest canadien et agrandirait l'économie canadienne.

## Conséquences
C'est donc dans l'esprit de la Politique nationale que Macdonald acheta des terres de la Compagnie de la Baie d'Hudson. Il voulait ainsi les coloniser avec des milliers de personnes qui exploiteraient le blé, qui serait transporté sur les marchés internationaux. La condition essentielle au développement de ce commerce était de trouver un moyen de transport rapide et efficace. De plus, pendant les premiers années de la Confédération canadienne, l'advent d'un marché intérieur fort et unifié est une objective de première importance et la construction d'un chemin de fer transcontinental entièrement au sein de l'Amérique du Nord britannique qui éviterait les ports et chemins de fer des États-Unis est considérée comme primordiale.
Lors de l'entrée de la Colombie-Britannique, Macdonald proposa au plus vite qu'elle soit relié aux Grand Lacs par un chemin de fer. De cette façon, les récoltes pourront facilement être acheminées vers le centre du Canada, où on transformera la marchandise et où on pourra l'expédier vers l'Europe.
Plusieurs industriels canadiens profitaient de la Politique nationale pour faire croître leur production industrielle et s'enrichir. C'est le cas de Graham Fraser, dont le complexe industriel qu'il a créé à Trenton en 1878 existe encore.

## Interrelation des composantes
Les trois composantes de la Politique nationale étaient étroitement liées. D'abord, l'augmentation des tarifs douaniers, première composante de cette politique économique, constituait une forme directe de protectionnisme, qui permettait le développement de l'industrie canadienne naissante.
En plus de protéger le développement industriel canadien, les tarifs douaniers élevés permettent l'afflux de nouveaux capitaux dans les coffres du gouvernement fédéral qui étaient réinvestis dans ce qui constitue le deuxième objectif de la Politique nationale, l'extension du réseau ferroviaire vers l'Ouest canadien.
L'atteinte du troisième objectif, la colonisation de l'Ouest canadien, était intimement liée à la réalisation du deuxième objectif : le développement de voies de transport et de communication efficaces vers l'Ouest. La colonisation de l'Ouest augmentait la population du pays et offre de nouveaux débouchés aux industries canadiennes naissantes.